# Zevensprong (televisieprogramma)
Zevensprong was een Nederlands televisiespelprogramma van de TROS dat van 1971 tot 1974 werd uitgezonden. Het programma werd gepresenteerd door Willy Dobbe en Jan Theys. In het programma moesten de kandidaten allerlei actieve spelletjes doen. Het decor was een stadje met huisjes, straatjes, een gracht met daarin een fontein en bruggetjes.
Een van de beroemdste momenten uit dit programma was een uitzending uit 1972 waarin presentator Jan Theys in een gracht viel. Tijdens een van de spelletjes moesten de kandidaten in Venetiaanse gondels over een gracht varen. Theys juichte hen toe met de woorden: "Geweldig, bravo", en viel toen buiten beeld in het water. Vanuit het oogpunt van het publiek leek het een ongeluk te zijn. Het beeldmateriaal zelf toont ook enkel de verschrikte kandidaten en vervolgens Theys die drijfnat en kwaad in het water stond. Willy Dobbe keek lijdzaam toe en lachte. Uiteindelijk werd Theys door twee mannen uit het water geholpen, keek nogal verschrikt om zich heen en kreeg een handdoek om zich af te drogen die hij daarna kwaad van zich afgooide. Het moment is sindsdien al vaak herhaald geweest.
Elf jaar na zijn dood in 1996 werd bekend dat alles door de producer René Stokvis in scène was gezet.